# Hope of Deliverance
Hope of Deliverance (englisch für „Hoffnung auf Befreiung“) ist ein Lied des britischen Musikers Paul McCartney, das 1992 als Single A-Seite veröffentlicht wurde. Komponiert wurde es von Paul McCartney.

## Hintergrund

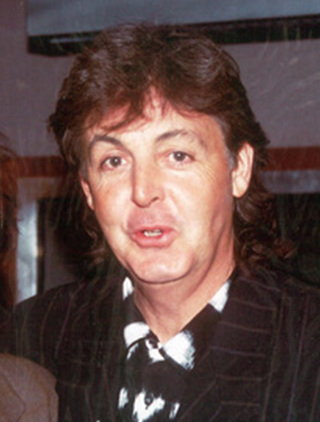
Paul McCartney, September 1993

Hope of Deliverance wurde 1991 in McCartneys Haus in East Sussex auf einer 12-saitigen Akustikgitarre komponiert. Später arbeiteten er und Gitarrist Robbie McIntosh im Studio an dem Arrangement.
In dem 2021er Buch The Lyrics: 1956 To The Present erinnert sich McCartney über die Inspiration zum Lied: „"Befreiung" (Deliverance) ist für mich ein religiöses Wort, ein biblisches Wort, das man in der Kirche hört, und ich bin froh, es in einem säkularen Kontext zu verwenden – im Kontext eines Liebesliedes, um genau zu sein. Wir wollen Befreiung von all der Dunkelheit, die uns umgibt. Ich habe diesen Song auf dem Dachboden meines Hauses geschrieben, um etwas Ruhe für mich zu haben. Er hat eine kleine Leiter, die zu einer Falltür führt, so dass dich niemand mehr erreichen kann, sobald du sie schließt. Ich habe eine zwölfsaitige Gitarre von Martin mitgebracht, mit einem Kapodaster auf halber Höhe des Gitarrenhalses, um den Klang zu verändern. Es klingt viel klimpernder so, was mich an Weihnachten und Kirchen erinnert. Vielleicht ist es das, was mich zu der Idee von Hoffnung und Befreiung geführt hat.“
Ein wichtiger Bestandteil des Songs ist die Calypso-artige Perkussion, die am 17. Juli 1992 in einer Overdub-Session aufgenommen wurde.
Hope of Deliverance war die erste Singleauskopplung aus dem Album Off the Ground, sie erreichte Platz 3 in Deutschland, Platz 18 in Großbritannien sowie Platz 83 in den USA in den jeweiligen Charts. Hope of Deliverance war auch ein Top-10-Hit in Österreich, Belgien, Kanada, Dänemark, Island, Italien, den Niederlanden, Norwegen, Mexiko und der Schweiz. In Deutschland war Hope of Deliverance, das dort Goldstatus erreichte, vorerst der letzte Top-Ten-Hit als Solokünstler in Deutschland. Erst 2020 erreichte die Single Wonderful Christmastime, die 1979 veröffentlicht wurde, erstmals die Top-Ten der Charts in Deutschland.
Für das Lied Hope of Deliverance wurde ein Musikvideo unter der Regie von Andy Morahan produziert. Das Video wurde am 24. November 1992 in Ashdown Forest und den Londoner Black Island Studios gedreht.
Hope of Deliverance wurde 1993 während McCartneys New World Tour gespielt. Eine Aufnahme des Liedes, aufgenommen am 11. Juni 1993 in East Rutherford während der Tour, ist auf dem Album Paul Is Live zu hören. In 2012 während McCartneys On The Run Tour und 2013 während der Out There Tour wurde Hope of Deliverance erneut gespielt.

## Aufnahme

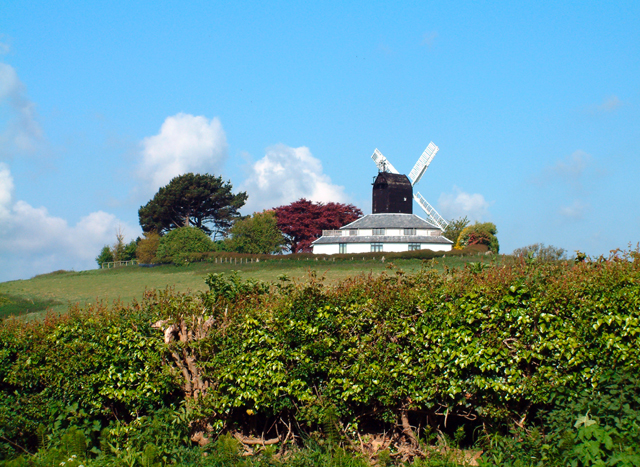
Im Hogg Hill Mill Studio wurden die überwiegenden Aufnahmen eingespielt

Die Aufnahmesessions für Hope of Deliverance fanden zwischen Dezember 1991 und Juli 1992 in McCartneys eigenem Hogg Hill Mill Studio in Sussex statt, wobei Julian Mendelsohn und Paul McCartney als Produzenten fungierten. Bob Kraushaar war der Toningenieur der Aufnahme. Overdubs wurden am 17. Juli 1992 eingespielt. Die Abmischung des Liedes fand im September/Oktober, ebenfalls im Hogg Hill Mill Studio, statt. Maurizio Ravalico sagte zu den Overdub-Sessions: „Sie ließen uns den Track hören, der bereits fertig und gemischt war, und gaben einige allgemeine Anweisungen. Wir erfuhren nur, dass sie einen lateinamerikanischen Einschlag für den Song wollten, und so brachten wir einen ganzen Instrumentenwagen ins Studio! [...] Wir waren einen halben Tag im Studio. Alles verlief reibungslos und schnell, aber ohne Druck. Sowohl McCartney als auch Mendelsohn waren sehr offen für unsere Vorschläge und gaben keinen Hinweis auf unsere Instrumente oder den Spielstil [...]“
Besetzung:
- Paul McCartney: Gesang, Akustische Gitarre, E-Gitarre, Bassgitarre
- Linda McCartney: Autoharp, Hintergrundgesang
- Hamish Stuart: Hintergrundgesang
- Robbie McIntosh: Akustische Gitarre, E-Gitarre, Hintergrundgesang
- Paul 'Wix' Wickens: Klavier, Schlagzeugprogrammierung, Hintergrundgesang
- Blair Cunningham: Schlagzeug, Perkussion, Hintergrundgesang
- Davide Giovannini, Dave Pattman, Maurizio Ravalico: Perkussion

## Coverversionen
Es gibt mindestens acht Coverversion von Hope of Deliverance.

## Veröffentlichung
- Am 28. Dezember 1992 erschien in Großbritannien die Single Hope of Deliverance / Long Leather Coat, die B-Seite wurde während der Sessions zum Album Off the Ground aufgenommen.[4] Weiterhin wurde eine 5″-CD-Single[5] und eine 12″-Vinyl-Maxisingle mit folgenden Liedern veröffentlicht: Hope of Deliverance / Big Boy Bickering / Long Leather Coat / Kicked Around No More. In den USA wurde die Single am 23. Januar 1993 veröffentlicht, sie war dort lediglich als Musikkassette erhältlich, weiterhin wurden 5″-CD-Promotionsingles mit dem Lied Hope of Deliverance hergestellt.[6]
- Am 18. Januar 1993 wurde in Großbritannien und in Deutschland die 12″-Vinyl-Maxisingle[7] / 5″-CD-Single[8] Deliverance / Deliverance (Dub Mix) / Hope of Deliverance veröffentlicht. Das Lied Deliverance beinhaltet Segmente von Liedern des Albums Off the Ground, die im Dezember 1992 zu einem neuen Lied von Steve Anderson zusammengemischt worden sind.
- Am 1. Februar 1993 erschien das Album Off the Ground, auf dem sich Hope of Deliverance befindet.
- Am 15. November 1993 erschien das Album Paul Is Live, auf dem sich eine Liveversion von Hope of Deliverance befindet.
- Am 2. Dezember 2022 wurde die Singlebox The 7″ Singles Box veröffentlicht, die auch Hope of Deliverance enthält.

## Auszeichnungen für Musikverkäufe
| Land/Region        | Auszeichnungen für Musikverkäufe (Land/Region, Auszeichnung, Verkäufe) | Verkäufe |
| ------------------ | ---------------------------------------------------------------------- | -------- |
| Deutschland (BVMI) | Gold                                                                   | 250.000  |
| Insgesamt          | 1× Gold ·                                                              | 250.000  |